# Sjöslaget vid Ösel
Slaget vid Ösel var ett sjöslag som ägde rum 24 maj 1719 under stora nordiska kriget. Det råder oenighet om vid vilken position sammandrabbningen ägde rum. Nordisk familjebok anger norr om Gotska Sandön, Svenskt biografiskt handlexikon uppger inte långt från Sandhamn, medan ett tredje förekommande alternativ är i närheten av ön Ösel i Estland.
Den ryske kaptenen Naum Senjavin lämnade Reval i maj 1719 för att genskjuta en svensk enhet med en flotta på sex linjeskepp och en snau. Den 24 maj möttes motståndarna inte långt från Ösel. Senjavin anföll kort därpå den svenske kaptenen Anton Johan Wrangels flaggskepp Wachtmeister.
Sjöslaget resulterade i seger för Senjavin, vars styrkor erövrade tre fientliga fartyg. Endast 18 man på den segrande sidan dog, och Senjavin befordrades efter drabbningen. Sjöslaget vid Ösel blev den ryska flottans första seger på öppet hav, och var dessutom den första ryska sjösegern som inte involverade ramning eller bordning.